# 原田赳城

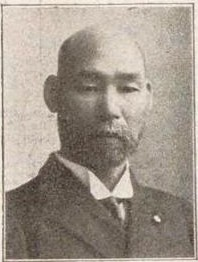
原田赳城

原田 赳城（はらだ たけき、1856年8月14日（安政3年7月14日） - 1925年（大正14年）8月15日）は、日本の政治家。衆議院議員（4期）。

## 経歴
島根県出身。1874年、栃木師範学校卒。小学少教頭、小学校訓導、栃木県属、同県足利、梁田郡書記、島根県属、同県那賀郡長、隠岐島司、島根県書記官、同県参事会員、同県農工銀行監理官を歴任する。また、島根県農会長、同私立教育会長、隠岐農会長、同水産組合長、同畜産組合長、太陽生命保険(株)社長、総武鉄道(株)取締役、栄城銀行専務取締役となる。
1898年の第6回衆議院議員総選挙において隠岐選挙区から日吉倶楽部公認で立候補して当選する。1902年の第7回衆議院議員総選挙では帝国党公認で立候補して落選。1903年の第8回衆議院議員総選挙で復帰。1904年の第9回衆議院議員総選挙でも再選。1908年の第10回衆議院議員総選挙では大同倶楽部公認で立候補して落選。1912年の第11回衆議院議員総選挙では中央倶楽部公認で立候補して復帰して4回目の当選を果たした。1915年の第12回衆議院議員総選挙には出馬しなかった。1925年死去。